# Calliergon cuspidatum
Calliergon cuspidatum là một loài Rêu trong họ Amblystegiaceae. Loài này được (Hedw.) Kindb. mô tả khoa học đầu tiên năm 1894.